# Palantitla
Palantitla är en ort i Mexiko.   Den ligger i kommunen Tampacán och delstaten San Luis Potosí, i den sydöstra delen av landet, 230 km norr om huvudstaden Mexico City. Palantitla ligger 176 meter över havet och antalet invånare är 159.
Terrängen runt Palantitla är platt åt nordost, men åt sydväst är den kuperad. Terrängen runt Palantitla sluttar norrut. Runt Palantitla är det ganska tätbefolkat, med 80 invånare per kvadratkilometer. Närmaste större samhälle är Tampacan, 5,9 km sydväst om Palantitla. I omgivningarna runt Palantitla växer huvudsakligen savannskog.